# 아오키 토미오

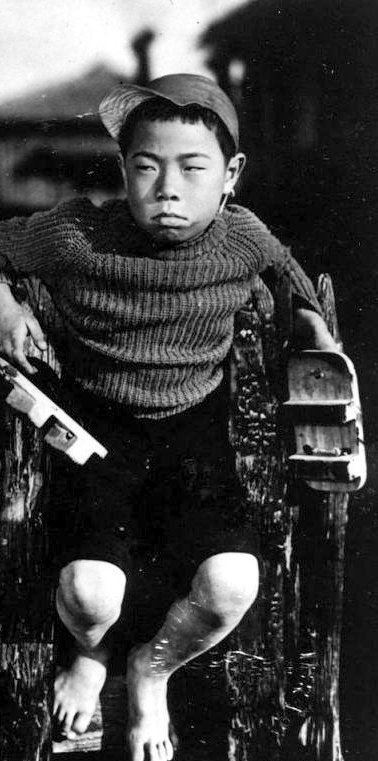

아오키 토미오(Tomio Aoki, 1923년 10월 7일 ~ 2004년 1월 24일)는 일본의 배우, 아역 배우이다.
요코하마시에서 태어났으며 세타가야구에서 사망하였다. 사인은 폐암이다.

## 영화
- 여학생의 친구 (2001년)
- 피스톨 오페라 (2001년)
- 오카에리 (1996년)
- 야수의 청춘 (1963년)
- 카이테이 카라 키타 온나 (1959년)
- 스타 애슬릿 (1937년)
- 포겟 러브 포 나우 (1937년)
- 숙녀는 무엇을 잊었는가 (1937년)
- 외아들 (1936년)
- 인생의 짐 (1935년)
- 동경의 잠자리 (1935년)
- 순진한 처녀 (1935년)
- 부초 이야기 (1934년)
- 지나가는 마음 (1933년)
- 태어나기는 했지만 (1932년)
- 숙녀와 수염 (1931년)
- 낙제는 했지만 (1930년)
- 발에 닿은 행운 (1930년)
- 못말리는 꼬마 (1929년)